# Roland Bartrop
Roland Bartrop, all'anagrafe Rowland Bartrop (Walthamstow, 21 dicembre 1925 – 13 febbraio 1969), è stato un attore inglese.

## Biografia
Spesso interprete di ufficiali tedeschi, recita a fianco di Totò e Vittorio De Sica nel film I due marescialli, nel ruolo del tenente Kessler, e ne I due colonnelli nel ruolo del Maggiore Kruger, pellicole in entrambe le quali è accreditato come Roland von Bartrop e in cui non è doppiato. Prende inoltre parte al film I 4 monaci del 1962, doppiato da Bruno Persa. Morì nella sua città natale, il 13 febbraio 1969 a soli 43 anni.

## Filmografia parziale

### Cinema

Roland Bartrop nel film I 4 monaci (1962)

- Colpo di mano a Creta (Ill Met by Moonlight), regia di Michael Powell ed Emeric Pressburger (1957)
- Babette va alla guerra (Babette s'en va-t-en guerre), regia di Christian-Jaque (1959)
- La tortura del silenzio (The Angry Silence), regia di Guy Green (1960)
- Napoleone ad Austerlitz (Austerlitz), regia di Abel Gance (1960)
- Faces in the Dark, regia di David Eady (1960)
- I due marescialli, regia di Sergio Corbucci (1961)
- Barabba (Barabbas), regia di Richard Fleischer (1961)
- Il figlio di Spartacus regia di Sergio Corbucci (1962)
- I due colonnelli, regia di Steno (1962)
- I 4 monaci, regia di Carlo Ludovico Bragaglia (1962)
- Il giorno più corto, regia di Sergio Corbucci (1963)
- Da un momento all'altro (Moment to Moment), regia di Mervyn LeRoy (1965)
- James Tont operazione U.N.O., regia di Bruno Corbucci (1965)
- Judith, regia di Daniel Mann (1966)
- Combattenti della notte (Cast a Giant Shadow), regia di Melville Shavelson (1966)
- Se tutte le donne del mondo, regia di Henry Levin, Arduino Maiuri (1966)
- Nel sole, regia di Aldo Grimaldi (1967)
- Spara, Gringo, spara, regia di Bruno Corbucci (1968)
- L'oro del mondo, regia di Aldo Grimaldi (1968)

### Televisione
- Robin Hood (The Adventures of Robin Hood) – serie TV, episodio 2x35 (1957)

## Doppiatori italiani
- Gualtiero De Angelis in Il figlio di Spartacus
- Bruno Persa in I 4 monaci
- Mario Adorf in James Tont operazione U.N.O.
- Carlo Croccolo in Nel sole
- Michele Gammino in Spara, Gringo, spara